# Кула (община Соколац)
Кула (на сръбски: Кула) е село в Босна и Херцеговина, разположено в община Соколац, в ентитета на Република Сръбска. Населението му според преброяването през 2013 г. е 60 души, от тях: 60 (100 %) сърби.

## Население
Численост на населението според преброяванията през годините:
- 1961 – 219 души
- 1971 – 154 души
- 1981 – 107 души
- 1991 – 77 души
- 2013 – 60 души